# Grace Clinton
Grace Clinton, född den 31 mars 2003 i Liverpool, är en engelsk fotbollsspelare.

## Karriär
Grace Clinton inledde sin seniorkarriär i Everton år 2020. 2022 kontrakterades hon av Manchester United, varifrån hon lånats ut till Bristol City och Tottenham Hotspur. Hon har även representerat den engelska damlandslaget där hon debuterade år 2024.